# 皮萊質數
皮萊素數是指一個素數p，存在整數 n > 0 ，使得n的階乘恰比素數p的某倍數小1，但素數不等於n的倍數加1。代數地講，{\displaystyle n!\equiv -1\mod p} but {\displaystyle p\not \equiv 1\mod n}。最初的幾個Pillai素數是：23、29、59、61、67、71、79、83、109、137、139、149、193……（OEIS數列A063980）
Pillai素數以數學家西瓦·桑卡拉·納拉亞納（Siva Sankara Narayana）的名字命名，他研究了這些數字。馬圖庫瑪利、蘇巴拉奧、埃德斯、哈代多次證明這種質數有無限多個。